# Alexandra Prechal

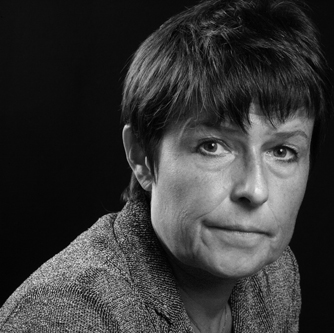
Alexandra Prechal

Alexandra Prechal oder auch Sacha Prechal (* 1959 in Prag) ist eine niederländische Juristin und Richterin. 

## Leben und Wirken
Alexandra Prechal absolvierte ein Studium der Rechtswissenschaften an der Universität Groningen von 1977 bis 1983. Anschließend wirkte sie als Lehrbeauftragte an der rechtswissenschaftlichen Fakultät der Universität Maastricht von 1983 bis 1987 sowie am Europa-Institut der rechtswissenschaftlichen Fakultät der Universität Amsterdam von 1991 bis 1995. Im selben Jahr promovierte sie dort zum Doktor der Rechte. Seit 1995 wurde sie Professorin für Europäisches Recht zunächst an der rechtswissenschaftlichen Fakultät der Universität Tilburg und seit 2003 in gleicher Position an der Universität Utrecht. Nachdem Prechal bereits von 1987 bis 1991 als Referentin am Gerichtshof der Europäischen Gemeinschaften gewirkt hat, ist sie seit 2010 Richterin am Europäischen Gerichtshof.

## Publikationen
- Juridisch cement voor de Europese Unie. Europa Law Publishing, Groningen 2006.
- (Hrsg.): The Coherence of EU Law. The search for unity in divergent concepts. Oxford University Press, 2008 (Oxford Studies in European Law), ISBN 978-0-19-923246-8